# Chau Tsai (High Island)
Chau Tsai (kinesiska: 洲仔) är en ö i Hongkong (Kina). Den ligger i den nordöstra delen av Hongkong.